# Orthomiella rovorea
Orthomiella rovorea är en fjärilsart som beskrevs av Hans Fruhstorfer 1918. Orthomiella rovorea ingår i släktet Orthomiella och familjen juvelvingar. Inga underarter finns listade i Catalogue of Life.